# Persone di nome Otto
| Questa pagina contiene informazioni ricavate automaticamente dalle voci biografiche con l'ausilio del template Bio e di un bot. L'aggiornamento è periodico e automatico e ricostruisce completamente la pagina. Se manca una persona in questa lista, sei pregato di non aggiungerla, ma accertati piuttosto che la sua voce biografica contenga il template Bio e che i dati anagrafici siano correttamente compilati. Se il template Bio manca, inseriscilo tu stesso o, in alternativa, metti l'avviso {{tmp\|Bio}} che ne segnala la mancanza. Se i dati riportati sono sbagliati, correggi direttamente la voce biografica; le modifiche saranno visibili in questa lista entro pochi giorni. Per chiarimenti vedi il progetto antroponimi. La lista contiene solo le 460 persone che sono citate nell'enciclopedia e per le quali è stato implementato correttamente il template Bio. Pagina aggiornata al 22 lug 2025. |

Questa è una lista di persone presenti nell'enciclopedia che hanno il nome Otto, suddivise per attività principale.

## Allenatori di calcio(7)
- Otto Barić, allenatore di calcio e calciatore croato (Klagenfurt, n. 1933 - Zagabria, † 2020)
- Otto Faist, allenatore di calcio tedesco (Karlsruhe, n. 1903 - Kovel, † 1946)
- Otto Konrad, allenatore di calcio e ex calciatore austriaco (Graz, n. 1964)
- Otto Krappan, allenatore di calcio ungherese (Nagyszeben, n. 1886 - Palermo, † 1942)
- Otto Luttrop, allenatore di calcio e calciatore tedesco (Bönen, n. 1939 - Agno, † 2017)
- Otto Pfister, allenatore di calcio e ex calciatore tedesco (Colonia, n. 1937)
- Otto Rohwedder, allenatore di calcio e calciatore tedesco (n. 1909 - † 1969)

## Alpinisti(1)
- Otto Zsigmondy, alpinista e sportivo austriaco (Vienna, n. 1860 - Vienna, † 1917)

## Ammiragli(6)
- Otto Ciliax, ammiraglio tedesco (Neudietendorf, n. 1891 - Lubecca, † 1964)
- Otto Hersing, ammiraglio tedesco (Mulhouse, n. 1885 - Angelmodde, † 1960)
- Otto Kretschmer, ammiraglio tedesco (Heidau, n. 1912 - Straubing, † 1998)
- Otto Kähler, ammiraglio tedesco (Amburgo, n. 1894 - Kiel, † 1967)
- Otto Henrik Nordenskiöld, ammiraglio svedese (Mäntsälä, n. 1747 - Fårbo, † 1832)
- Otto Berend von Möller, ammiraglio russo (Mustel, n. 1764 - San Pietroburgo, † 1848)

## Anatomisti(1)
- Otto Deiters, anatomista e neurologo tedesco (Bonn, n. 1834 - Bonn, † 1863)

## Animatori(1)
- Otto Messmer, animatore e fumettista statunitense (Union City, n. 1892 - Fort Lee, † 1983)

## Antropologi(3)
- Otto Ammon, antropologo tedesco (Karlsruhe, n. 1842 - Karlsruhe, † 1916)
- Otto Reche, antropologo, docente e scrittore tedesco (Kłodzko, n. 1879 - Großhansdorf, † 1966)
- Otto Stoll, antropologo, linguista e etnologo svizzero (Frauenfeld, n. 1849 - Zurigo, † 1922)

## Archeologi(7)
- Otto Benndorf, archeologo tedesco (Greiz, n. 1838 - Vienna, † 1907)
- Otto Brendel, archeologo e etruscologo tedesco (Norimberga, n. 1901 - New York, † 1973)
- Otto Kern, archeologo, filologo classico e epigrafista tedesco (Bad Kösen, n. 1863 - Halle, † 1942)
- Otto Puchstein, archeologo tedesco (Łobez, n. 1856 - Berlino, † 1911)
- Otto Rossbach, archeologo, filologo classico e numismatico tedesco (Breslavia, n. 1858 - Königsberg, † 1931)
- Otto Magnus von Stackelberg, archeologo tedesco (Reval, n. 1786 - San Pietroburgo, † 1837)
- Otto Wilhelm von Vacano, archeologo e etruscologo tedesco (Erstein, n. 1910 - Tubinga, † 1997)

## Architetti(8)
- Otto Bartning, architetto tedesco (Karlsruhe, n. 1883 - Darmstadt, † 1959)
- Otto Haesler, architetto tedesco (Monaco di Baviera, n. 1880 - Rathenow, † 1962)
- Otto Maraini, architetto e politico svizzero (Lugano, n. 1863 - Lugano, † 1944)
- Otto Rieth, architetto e pittore tedesco (Stoccarda, n. 1858 - Stoccarda, † 1911)
- Otto Stahn, architetto tedesco (Berlino, n. 1859 - Berlino, † 1930)
- Otto Steidle, architetto tedesco (Gadderbaum, n. 1943 - Monaco di Baviera, † 2004)
- Otto Wagner, architetto e urbanista austriaco (Vienna, n. 1841 - Vienna, † 1918)
- Otto Warth, architetto e docente tedesco (Limbach, n. 1845 - Karlsruhe, † 1918)

## Artisti(2)
- Otto Mühl, artista austriaco (Grodnau, n. 1925 - Moncarapacho, † 2013)
- Otto Piene, artista tedesco (Bad Laasphe, n. 1928 - Berlino, † 2014)

## Astronomi(6)
- Otto Heckmann, astronomo tedesco (Opladen, n. 1901 - Ratisbona, † 1983)
- Otto Kippes, astronomo tedesco (Bamberga, n. 1905 - Würzburg, † 1994)
- Otto Leberecht Lesser, astronomo tedesco (Brotterode, n. 1830 - Hannover, † 1887)
- Otto August Rosenberger, astronomo tedesco (Tukums, n. 1800 - Halle sul Saale, † 1890)
- Otto Wilhelm von Struve, astronomo russo (Dorpat, n. 1819 - Karlsruhe, † 1905)
- Otto Struve, astronomo russo (Charkiv, n. 1897 - Berkeley, † 1963)

## Attori(11)
- Otto Farrant, attore britannico (Londra, n. 1996)
- Otto Gebühr, attore e regista teatrale tedesco (Kettwig, n. 1877 - Wiesbaden, † 1954)
- Otto Eduard Hasse, attore e doppiatore tedesco (Obrzycko, n. 1903 - Berlino, † 1978)
- Otto Hoffman, attore statunitense (New York, n. 1879 - Los Angeles, † 1944)
- Otto Kruger, attore statunitense (Toledo, n. 1885 - Woodland Hills, † 1974)
- Otto Lederer, attore statunitense (Praga, n. 1886 - Woodland Hills, † 1965)
- Otto Reinwald, attore tedesco (Costanza, n. 1899 - Monaco di Baviera, † 1968)
- Otto Sander, attore e doppiatore tedesco (Hannover, n. 1941 - Berlino, † 2013)
- Otto Treßler, attore tedesco (Stoccarda, n. 1871 - Vienna, † 1965)
- Otto Wallburg, attore tedesco (Berlino, n. 1889 - Auschwitz, † 1944)
- Otto Wernicke, attore e doppiatore tedesco (Osterode am Harz, n. 1893 - Monaco di Baviera, † 1965)

## Aviatori(3)
- Otto Jäger, aviatore austro-ungarico (Aš, n. 1890 - Italia, † 1917)
- Otto Kittel, aviatore tedesco (Kronsdorf, n. 1917 - Džūkste, † 1945)
- Otto Parschau, aviatore tedesco (Klucznik, n. 1890 - Grévillers, † 1916)

## Avvocati(2)
- Otto Schily, avvocato e politico tedesco (Bochum, n. 1932)
- Otto Schoch, avvocato e politico svizzero (Herisau, n. 1934 - Herisau, † 2013)

## Banchieri(1)
- Otto Joel, banchiere e dirigente d'azienda prussiano (Danzica, n. 1856 - Milano, † 1916)

## Bassi(1)
- Otto Edelmann, basso austriaco (Vienna, n. 1917 - Vienna, † 2003)

## Biatleti(1)
- Otto Invenius, biatleta finlandese (Leppävirta, n. 2000)

## Bibliotecari(2)
- Otto Böckel, bibliotecario, musicologo e politico tedesco (Francoforte sul Meno, n. 1859 - Michendorf, † 1923)
- Otto Hartwig, bibliotecario e storico tedesco (Wichmannshausen, n. 1830 - Marburgo, † 1903)

## Biologi(2)
- Otto Jírovec, biologo ceco (Praga, n. 1907 - Praga, † 1972)
- Otto Torell, biologo, zoologo e geologo svedese (Varberg, n. 1838 - Stoccolma, † 1900)

## Bobbisti(1)
- Otto Göbl, bobbista tedesco (Murnau am Staffelsee, n. 1936 - † 2009)

## Botanici(8)
- Otto Karl Berg, botanico e farmacista tedesco (Stettino, n. 1815 - Confederazione germanica, † 1866)
- Otto Rudolf Holmberg, botanico svizzero (Simrishamn, n. 1874 - † 1930)
- Otto Sendtner, botanico tedesco (Monaco di Baviera, n. 1813 - Erlangen, † 1859)
- Otto Wilhelm Sonder, botanico e farmacista tedesco (Bad Oldesloe, n. 1812 - Amburgo, † 1881)
- Otto Stapf, botanico austriaco (n. 1857 - † 1933)
- Otto Wilhelm Thomé, botanico, illustratore e pedagogo tedesco (Colonia, n. 1840 - Colonia, † 1925)
- Otto Warburg, botanico tedesco (Amburgo, n. 1859 - Berlino, † 1938)
- Otto von Münchhausen, botanico tedesco (n. 1716 - † 1774)

## Canottieri(1)
- Otto Fickeisen, canottiere tedesco (Ludwigshafen am Rhein, n. 1879 - Königsbach an der Weinstraße, † 1963)

## Cantanti(1)
- Otto Waalkes, cantante, showman e attore tedesco (Emden, n. 1948)

## Cavalieri(2)
- Otto Becker, cavaliere tedesco (Duisburg, n. 1958)
- Otto Hofer, cavaliere svizzero (n. 1944)

## Ceramisti(1)
- Otto Lindig, ceramista tedesco (Pößneck, n. 1881 - † 1966)

## Cestisti(7)
- Otto Gottwald, cestista tedesco (n. 1910)
- Otto Kolar, cestista statunitense (Cicero, n. 1911 - Loves Park, † 1995)
- Otto Kuchenbecker, cestista tedesco (Demmin, n. 1907 - Bad Nenndorf, † 1990)
- Otto Moore, ex cestista statunitense (Miami, n. 1946)
- Otto Carlos Phol da Nóbrega, cestista brasiliano (San Paolo, n. 1931 - San Paolo, † 2000)
- Otto Porter, ex cestista statunitense (St. Louis, n. 1993)
- Otto Ramírez, ex cestista dominicano (Santo Domingo, n. 1974)

## Chimici(15)
- Otto Ambros, chimico tedesco (Weiden in der Oberpfalz, n. 1901 - Mannheim, † 1990)
- Otto Paul Hermann Diels, chimico tedesco (Amburgo, n. 1876 - Kiel, † 1954)
- Otto Dimroth, chimico tedesco (Bayreuth, n. 1872 - Aschaffenburg, † 1940)
- Otto Eisenschiml, chimico austriaco (Austria, n. 1880 - † 1963)
- Otto Linné Erdmann, chimico tedesco (Dresda, n. 1804 - Lipsia, † 1869)
- Otto Folin, chimico svedese (n. 1867 - † 1934)
- Otto Robert Fricke, chimico tedesco (Gladbach, n. 1895 - Lugano, † 1950)
- Otto Hahn, chimico e fisico tedesco (Francoforte sul Meno, n. 1879 - Gottinga, † 1968)
- Otto Hönigschmid, chimico ceco (Hořovice, n. 1878 - Monaco di Baviera, † 1945)
- Otto Roelen, chimico tedesco (Mülheim an der Ruhr, n. 1897 - Bad Honnef, † 1993)
- Otto Ruff, chimico tedesco (Schwäbisch Hall, n. 1871 - Breslavia, † 1939)
- Otto Röhm, chimico e imprenditore tedesco (Öhringen, n. 1876 - Berlino, † 1939)
- Otto Schönherr, chimico tedesco (Chemnitz, n. 1861 - Dresda, † 1926)
- Otto Wallach, chimico tedesco (Königsberg, n. 1847 - Gottinga, † 1931)
- Otto Wichterle, chimico ceco (Prostějov, n. 1913 - Stražisko, † 1998)

## Chirurghi(2)
- Otto Wilhelm Madelung, chirurgo tedesco (Gotha, n. 1846 - Gottinga, † 1926)
- Otto Kohlrausch, chirurgo tedesco (Barmen, n. 1811 - Hannover, † 1854)

## Ciclisti su strada(3)
- Otto Schenk, ciclista su strada tedesco (Schweinfurt)
- Otto Vergaerde, ciclista su strada e pistard belga (Gand, n. 1994)
- Otto Weckerling, ciclista su strada tedesco (Kehnert, n. 1910 - Dortmund, † 1977)

## Circensi(1)
- Otto Witte, circense e truffatore tedesco (Dortmund, n. 1872 - Amburgo, † 1958)

## Combinatisti nordici(2)
- Otto Aasen, combinatista nordico e saltatore con gli sci norvegese (Kviteseid, n. 1894 - † 1983)
- Otto Niittykoski, combinatista nordico finlandese (Vaasa, n. 2001)

## Compositori(5)
- Otto Goldschmidt, compositore, direttore d'orchestra e pianista tedesco (Amburgo, n. 1829 - Londra, † 1907)
- Otto Jahn, compositore e archeologo tedesco (Kiel, n. 1813 - Gottinga, † 1869)
- Otto Lohse, compositore e direttore d'orchestra tedesco (Dresda, n. 1859 - Baden-Baden, † 1925)
- Otto Neitzel, compositore, pianista e critico musicale tedesco (Falkenburg, n. 1852 - Colonia, † 1920)
- Otto M. Schwarz, compositore austriaco (Neunkirchen, n. 1967)

## Compositori di scacchi(1)
- Otto Wurzburg, compositore di scacchi statunitense (Grand Rapids, n. 1875 - Grand Rapids, † 1951)

## Critici letterari(1)
- Otto Brahm, critico letterario, storico della letteratura e regista teatrale tedesco (Amburgo, n. 1856 - Berlino, † 1912)

## Diplomatici(5)
- Otto Abetz, diplomatico e generale tedesco (Schwetzingen, n. 1903 - Langenfeld, † 1958)
- Gustav von Blome, diplomatico, politico e nobile austriaco (Hannover, n. 1829 - Bad Kissingen, † 1906)
- Otto Wilhelm von Königsmarck, diplomatico e militare svedese (Minden, n. 1639 - Modone, † 1688)
- Otto Wille Kuusinen, diplomatico, politico e critico letterario finlandese (Laukaa, n. 1881 - Mosca, † 1964)
- Otto von Walterskirchen, diplomatico e nobile austriaco (Wolfsthal, n. 1833 - Vienna, † 1912)

## Direttori d'orchestra(2)
- Otto Ackermann, direttore d'orchestra rumeno (Bucarest, n. 1909 - Köniz, † 1960)
- Otto Klemperer, direttore d'orchestra e compositore tedesco (Breslavia, n. 1885 - Zurigo, † 1973)

## Direttori della fotografia(1)
- Otto Kanturek, direttore della fotografia e regista austriaco (Vienna, n. 1897 - Cawston, † 1941)

## Dirigenti d'azienda(1)
- Otto Frank, dirigente d'azienda tedesco (Francoforte sul Meno, n. 1889 - Birsfelden, † 1980)

## Disc jockey(1)
- Otto Knows, disc jockey e produttore discografico svedese (Stoccolma, n. 1989)

## Drammaturghi(1)
- Otto von Greyerz, drammaturgo svizzero (Berna, n. 1863 - † 1940)

## Economisti(3)
- Otto Bradfisch, economista, giurista e militare tedesco (Zweibrücken, n. 1903 - Seeshaupt, † 1994)
- Otto Effertz, economista tedesco (n. 1856 - Düsseldorf, † 1921)
- Max O. Lorenz, economista statunitense (Burlington, n. 1876 - Sunnyvale, † 1959)

## Egittologi(1)
- Otto John Schaden, egittologo statunitense (n. 1937 - † 2015)

## Esploratori(2)
- Otto Krisch, esploratore austriaco (Pačlavice, n. 1845 - Terra di Francesco Giuseppe, † 1874)
- Otto Sverdrup, esploratore norvegese (Bindal, n. 1854 - Oslo, † 1930)

## Farmacologi(1)
- Otto Loewi, farmacologo tedesco (Francoforte sul Meno, n. 1873 - New York, † 1961)

## Filologi(4)
- Otto Crusius, filologo classico tedesco (Hannover, n. 1857 - Monaco di Baviera, † 1918)
- Otto Friedrich Gruppe, filologo classico tedesco (Danzica, n. 1804 - Berlino, † 1876)
- Otto Schrader, filologo tedesco (Weimar, n. 1855 - Breslavia, † 1919)
- Otto Stählin, filologo classico tedesco (Nuova Ulma, n. 1868 - Erlangen, † 1949)

## Filosofi(5)
- Otto Liebmann, filosofo tedesco (Löwenberger Land, n. 1840 - Jena, † 1912)
- Otto Mencke, filosofo e matematico tedesco (Oldenburg, n. 1644 - Lipsia, † 1707)
- Otto Pöggeler, filosofo tedesco (Attendorn, n. 1928 - Bochum, † 2014)
- Otto Rank, filosofo e psicoanalista austriaco (Vienna, n. 1884 - New York, † 1939)
- Otto Weininger, filosofo austriaco (Vienna, n. 1880 - Vienna, † 1903)

## Fisici(6)
- Otto Robert Frisch, fisico austriaco (Vienna, n. 1904 - Cambridge, † 1979)
- Otto Laporte, fisico tedesco (Magonza, n. 1902 - Ann Arbor, † 1971)
- Otto Lehmann, fisico tedesco (Costanza, n. 1855 - Karlsruhe, † 1922)
- Otto Lummer, fisico tedesco (Gera, n. 1860 - Breslavia, † 1925)
- Otto Stern, fisico tedesco (Żory, n. 1888 - Berkeley, † 1969)
- Otto Wiener, fisico tedesco (Karlsruhe, n. 1862 - Lipsia, † 1927)

## Fotografi(4)
- Robert Häusser, fotografo tedesco (Stoccarda, n. 1924 - Mannheim, † 2013)
- Otto Sarony, fotografo statunitense (Williamsburg, n. 1850 - New York, † 1903)
- Otto Steinert, fotografo tedesco (Saarbrücken, n. 1915 - Essen, † 1978)
- Otto Umbehr, fotografo e fotoreporter tedesco (Düsseldorf, n. 1902 - Hannover, † 1980)

## Generali(27)
- Otto Baum, generale tedesco (Stettino, n. 1911 - Hechingen, † 1998)
- Otto von Below, generale tedesco (Danzica, n. 1857 - Danzica, † 1944)
- Otto Josef von Berndt, generale austro-ungarico (Tiefenbach, n. 1865 - Vienna, † 1957)
- Otto Deßloch, generale tedesco (Bamberga, n. 1889 - Monaco di Baviera, † 1977)
- Otto Ellison von Nidlef, generale austro-ungarico (Sankt Pölten, n. 1868 - Sankt Stefan ob Stainz, † 1947)
- Otto Fretter-Pico, generale tedesco (Karlsruhe, n. 1893 - Flims, † 1966)
- Otto Hasse, generale tedesco (Schlawe, n. 1871 - Grunewald, † 1942)
- Otto Heidkämper, generale tedesco (Lauenhagen, n. 1901 - Bückeburg, † 1969)
- Otto Hitzfeld, generale tedesco (Schluchsee, n. 1898 - Dossenheim, † 1990)
- Otto Hofmann, generale tedesco (Innsbruck, n. 1896 - Bad Mergentheim, † 1982)
- Iosif Igelström, generale russo (Livonia, n. 1737 - Garsden, † 1823)
- Otto von Knobelsdorff, generale tedesco (Berlino, n. 1886 - Hannover, † 1966)
- Otto Korfes, generale tedesco (Weenzen, n. 1889 - Potsdam, † 1964)
- Otto Kumm, generale tedesco (Amburgo, n. 1909 - Offenburg, † 2004)
- Otto Liman von Sanders, generale tedesco (Stolp, n. 1855 - Monaco di Baviera, † 1929)
- Otto von Lossow, generale tedesco (Hof, n. 1868 - Monaco di Baviera, † 1938)
- Walter Model, generale tedesco (Genthin, n. 1891 - Duisburg, † 1945)
- Otto Ohlendorf, generale e agente segreto tedesco (Hoheneggelsen, n. 1907 - Landsberg am Lech, † 1951)
- Otto Ernst Remer, generale e politico tedesco (Neubrandenburg, n. 1912 - Marbella, † 1997)
- Otto Roettig, generale tedesco (Mühlhausen/Thüringen, n. 1887 - Kassel, † 1966)
- Otto Ruge, generale norvegese (Kristiania, n. 1882 - Forte di Høytorp, † 1961)
- Otto Schönherr, generale tedesco (Sankt Pölten, n. 1888 - Ried im Oberinntal, † 1954)
- Otto Sponheimer, generale tedesco (Norimberga, n. 1886 - Bad Kötzting, † 1961)
- Otto von Stülpnagel, generale tedesco (Berlino, n. 1878 - Parigi, † 1948)
- Otto Tiemann, generale tedesco (Bruchhausen-Vilsen, n. 1890 - Bruchhausen-Vilsen, † 1952)
- Otto Wächter, generale, politico e avvocato austriaco (Vienna, n. 1901 - Roma, † 1949)
- Otto Wöhler, generale e criminale di guerra tedesco (Burgwedel, n. 1894 - Burgwedel, † 1987)

## Geologi(1)
- Otto von Abich, geologo tedesco (Berlino, n. 1806 - Vienna, † 1886)

## Ginecologi(2)
- Otto Küstner, ginecologo tedesco (Trossin, n. 1849 - Trossin, † 1931)
- Otto Spiegelberg, ginecologo tedesco (Peine, n. 1830 - Breslavia, † 1881)

## Ginnasti(14)
- Otto Authén, ginnasta norvegese (n. 1886 - † 1971)
- Otto Boehnke, ginnasta e multiplista statunitense (Jena, n. 1875 - Staten Island, † 1950)
- Otto Feyder, ginnasta e multiplista statunitense (Chicago, n. 1877 - Chicago, † 1961)
- Otto Granström, ginnasta finlandese (n. 1887 - † 1941)
- Otto Knerr, ginnasta e multiplista statunitense (Illinois, n. 1883 - Los Angeles, † 1960)
- Otto Meyer, ginnasta francese
- Otto Niemand, ginnasta e multiplista statunitense (Davenport, n. 1884 - Davenport, † 1968)
- Otto Pfister, ginnasta svizzero (n. 1900)
- Otto Roissner, ginnasta e multiplista statunitense (Lansing, n. 1881 - † 1951)
- Otto Steffen, ginnasta e multiplista statunitense (Idar-Oberstein, n. 1874 - Buffalo, † 1957)
- Paul Stendel, ginnasta e multiplista statunitense (Charlottenburg, n. 1879 - Cleveland, † 1942)
- Otto Thomsen, ginnasta e multiplista statunitense (Contea di Scott, n. 1884 - Moline, † 1926)
- Hermann Weingärtner, ginnasta tedesco (Francoforte sull'Oder, n. 1864 - Francoforte sull'Oder, † 1919)
- Otto Wiegand, ginnasta e multiplista tedesco (Berlino, n. 1875 - Zepernick, † 1939)

## Giocatori di football americano(2)
- Otto Graham, giocatore di football americano e cestista statunitense (Waukegan, n. 1921 - Sarasota, † 2003)
- Otto Schnellbacher, giocatore di football americano e cestista statunitense (Sublette, n. 1923 - Topeka, † 2008)

## Giornalisti(4)
- Otto Julius Bierbaum, giornalista, scrittore e poeta tedesco (Zielona Góra, n. 1865 - Dresda, † 1910)
- Otto Gildemeister, giornalista, traduttore e politico tedesco (Brema, n. 1823 - Brema, † 1902)
- Hans Wilhelm Hagen, giornalista e storico dell'arte tedesco (Sainte-Marie-aux-Mines, n. 1907 - Monaco di Baviera, † 1969)
- Otto Ulseth, giornalista e allenatore di calcio norvegese (Klæbu, n. 1957)

## Giuristi(2)
- Otto von Gierke, giurista tedesco (Stettino, n. 1841 - Berlino, † 1921)
- Otto Kirchheimer, giurista e politologo tedesco (Heilbronn, n. 1905 - Silver Spring, † 1965)

## Illustratori(1)
- Otto Ludwig Naegele, illustratore e pittore tedesco (Monaco di Baviera, n. 1880 - Herrsching, † 1952)

## Imprenditori(3)
- Otto Haas, imprenditore tedesco (Stoccarda, n. 1872 - Filadelfia, † 1960)
- Otto Meyer, imprenditore tedesco (Ratisbona, n. 1882 - Augusta, † 1969)
- Otto Weidt, imprenditore tedesco (Rostock, n. 1883 - Berlino, † 1947)

## Infermieri(1)
- Otto Stadie, infermiere tedesco (Berlino, n. 1897 - Velbert, † 1977)

## Ingegneri(5)
- Otto Mader, ingegnere aeronautico tedesco (Norimberga, n. 1880 - Landeck, † 1944)
- Otto Meister, ingegnere svizzero (Horgen, n. 1873 - Shanghai, † 1937)
- Otto Reuter, ingegnere aeronautico e imprenditore tedesco (Wachwitz, n. 1886 - † 1922)
- Gideon Sundbäck, ingegnere svedese (Jönköping, n. 1880 - Meadville, † 1954)
- Otto Julius Zobel, ingegnere elettrotecnico e inventore statunitense (Ripon, n. 1887 - Morristown, † 1970)

## Insegnanti(1)
- Otto Kinkeldey, docente, musicista e musicologo statunitense (New York, n. 1878 - Orange, † 1966)

## Inventori(1)
- Otto Kuasw, inventore e cuoco tedesco (Berlino, † 1902)

## Ittiologi(1)
- Otto Schindler, ittiologo e zoologo tedesco (Vienna, n. 1906 - Poitiers, † 1959)

## Librettisti(1)
- Otto Harbach, librettista e paroliere statunitense (Salt Lake City, n. 1873 - New York, † 1963)

## Linguisti(2)
- Otto Dempwolff, linguista e antropologo tedesco (Pillau, n. 1871 - Amburgo, † 1938)
- Otto Jespersen, linguista e glottoteta danese (Randers, n. 1860 - Roskilde, † 1943)

## Lottatori(3)
- Otto Lasanen, lottatore finlandese (Kuopio, n. 1891 - Asikkala, † 1958)
- Otto Müller, lottatore svizzero (n. 1899)
- Otto Roehm, lottatore statunitense (Hamilton, n. 1882 - Buffalo, † 1958)

## Lunghisti(1)
- Otto Berg, lunghista norvegese (Molde, n. 1906 - Bærum, † 1991)

## Matematici(5)
- Otto Hölder, matematico tedesco (Stoccarda, n. 1859 - Lipsia, † 1937)
- Otto Eduard Neugebauer, matematico austriaco (Innsbruck, n. 1899 - Princeton, † 1990)
- Otto Nikodym, matematico polacco (Zabolotiv, n. 1877 - Utica, † 1974)
- Otto Stolz, matematico austriaco (Hall in Tirol, n. 1842 - Innsbruck, † 1905)
- Otto Toeplitz, matematico tedesco (Breslavia, n. 1881 - Gerusalemme, † 1940)

## Medici(8)
- Otto Busse, medico e patologo tedesco (Gülitz-Reetz, n. 1867 - Zurigo, † 1922)
- Otto Fenichel, medico e psicoanalista austriaco (Vienna, n. 1897 - Los Angeles, † 1946)
- Otto Michael Ludwig Leichtenstern, medico tedesco (Ingolstadt, n. 1845 - Colonia, † 1900)
- Otto Fritz Meyerhof, medico e biochimico tedesco (Hannover, n. 1884 - Filadelfia, † 1951)
- Otto Gottlieb Mohnike, medico e naturalista tedesco (Stralsund, n. 1814 - Bonn, † 1887)
- Otto Naegeli, medico svizzero (Ermatingen, n. 1871 - † 1938)
- Otto Heinrich Warburg, medico e fisiologo tedesco (Friburgo in Brisgovia, n. 1883 - Berlino, † 1970)
- Otto Wolken, medico austriaco (Vienna, n. 1903 - Vienna, † 1975)

## Militari(22)
- Otto Binge, militare tedesco (Cottbus, n. 1895 - Cottbus, † 1982)
- Otto Carius, militare tedesco (Zweibrücken, n. 1922 - Herschweiler-Pettersheim, † 2015)
- Adolf Eichmann, militare, funzionario e criminale di guerra tedesco (Solingen, n. 1906 - Ramla, † 1962)
- Otto von Feldmann, militare e politico tedesco (Berlino, n. 1873 - † 1945)
- Otto Förschner, militare tedesco (Nördlingen, n. 1902 - Landsberg am Lech, † 1946)
- Otto Friedrich von der Groeben, militare e esploratore prussiano (Heilsberg, n. 1657 - Marienwerder, † 1728)
- Otto Günsche, militare tedesco (Jena, n. 1917 - Lohmar, † 2003)
- Otto van der Haegen, militare e aviatore tedesco (Kreuztal, n. 1887 - Gand, † 1915)
- Otto Hartmann, militare e aviatore tedesco (Nassau, n. 1889 - Diksmuide, † 1917)
- Otto Horn, militare tedesco (Obergrauschwitz, n. 1903 - Berlino, † 1999)
- Otto Huber, militare e aviatore italiano (Merano, n. 1901 - Garet el Adesi, † 1929)
- Otto Jindra, militare e aviatore austro-ungarico (Chlumetz, n. 1886 - Praga, † 1932)
- Max Koegel, militare e criminale di guerra tedesco (Füssen, n. 1895 - Schwabach, † 1946)
- Otto Moll, militare e criminale di guerra tedesco (Hohen Schönberg, n. 1915 - Landsberg am Lech, † 1946)
- Otto Planetta, militare, attivista e politico austriaco (Wischau, n. 1899 - Vienna, † 1934)
- Otto Skorzeny, militare tedesco (Vienna, n. 1908 - Madrid, † 1975)
- Otto Steinbrinck, militare e imprenditore tedesco (Lippstadt, n. 1888 - Landsberg am Lech, † 1949)
- Otto Ferdinand von Traun, militare austriaco (Ödenburg, n. 1677 - Hermannstadt, † 1748)
- Otto Wagener, militare tedesco (Durlach, n. 1888 - Chieming, † 1971)
- Otto Weidinger, militare tedesco (Würzburg, n. 1914 - Aalen, † 1990)
- Otto zu Windisch-Graetz, ufficiale austriaco (Graz, n. 1873 - Lugano, † 1952)
- Otto Wünsche, militare tedesco (Duisburg, n. 1884 - Kiel, † 1919)

## Musicisti(1)
- Otto Stenzel, musicista, direttore d'orchestra e compositore tedesco (Berlino, n. 1903 - Baden-Baden, † 1989)

## Musicologi(1)
- Otto Erich Deutsch, musicologo austriaco (Vienna, n. 1883 - Baden bei Wien, † 1967)

## Naturalisti(2)
- Otto Friedrich Müller, naturalista danese (Copenaghen, n. 1730 - Copenaghen, † 1784)
- Otto Andreas Lowson Mørch, naturalista svedese (n. 1828 - † 1878)

## Navigatori(1)
- Otto von Kotzebue, navigatore tedesco (Revalia, n. 1787 - Revalia, † 1846)

## Neurologi(2)
- Otto Gross, neurologo, psicoanalista e filosofo austriaco (Gniebing, n. 1877 - Berlino, † 1919)
- Otto Marburg, neurologo austriaco (Rýmařov, n. 1874 - New York, † 1948)

## Nobili(5)
- Otto Christian Archibald von Bismarck, nobile, diplomatico e politico tedesco (Schönhausen, n. 1897 - Friedrichsruh, † 1975)
- Otto Heinrich von Gemmingen-Hornberg, nobile, diplomatico e scrittore tedesco (Heilbronn, n. 1755 - Heidelberg, † 1836)
- Otto von Kerpen, nobile tedesco († 1208)
- Ottone Enrico del Palatinato-Sulzbach, nobile (Amberg, n. 1556 - Sulzbach, † 1604)
- Otto III di Brunswick, nobile tedesco (Harburg, n. 1572 - Harburg, † 1641)

## Numismatici(1)
- Otto Mørkholm, numismatico danese (Copenaghen, n. 1930 - Frederiksberg, † 1983)

## Nuotatori(5)
- Otto Fahr, nuotatore tedesco (n. 1892 - † 1969)
- Otto Groß, nuotatore tedesco (Karlsruhe, n. 1890 - Karlsruhe, † 1964)
- Gösta Persson, nuotatore e pallanuotista svedese (Stoccolma, n. 1904 - Malmö, † 1991)
- Otto Scheff, nuotatore, pallanuotista e politico austriaco (Berlino, n. 1889 - Maria Enzersdorf, † 1956)
- Otto Wahle, nuotatore austriaco (Vienna, n. 1879 - Forest Hills, † 1963)

## Orientalisti(1)
- Otto Pretzl, orientalista e arabista tedesco (Ingolstadt, n. 1893 - Sebastopoli, † 1941)

## Paleontologi(2)
- Otto Jaekel, paleontologo tedesco (Nowa Sól, n. 1863 - Pechino, † 1929)
- Otto Zdansky, paleontologo austriaco (Vienna, n. 1894 - Uppsala, † 1988)

## Pallamanisti(1)
- Otto Licha, pallamanista austriaco (n. 1912 - Schwaz, † 1996)

## Pallanuotisti(2)
- Otto Cordes, pallanuotista tedesco (Magdeburgo, n. 1905 - San Paolo, † 1970)
- Otto Müller, pallanuotista austriaco (Vienna, n. 1910 - Vienna, † 1965)

## Patologi(2)
- Otto Bollinger, patologo tedesco (Altenkirchen, n. 1843 - Monaco di Baviera, † 1909)
- Otto Hildebrand, patologo e chirurgo tedesco (Berna, n. 1858 - Berlino, † 1927)

## Pattinatori artistici su ghiaccio(4)
- Otto Gold, pattinatore artistico su ghiaccio cecoslovacco (Praga, n. 1909 - Toronto, † 1977)
- Otto Jelinek, ex pattinatore artistico su ghiaccio e politico canadese (Praga, n. 1940)
- Otto Kaiser, pattinatore artistico su ghiaccio austriaco (n. 1901 - † 1977)
- Otto Preißecker, pattinatore artistico su ghiaccio austriaco (Vienna, n. 1898 - Innsbruck, † 1963)

## Piloti automobilistici(2)
- Rudolf Caracciola, pilota automobilistico tedesco (Remagen, n. 1901 - Kassel, † 1959)
- Otto Stuppacher, pilota automobilistico austriaco (Vienna, n. 1947 - Vienna, † 2001)

## Pittori(13)
- Otto Ackermann, pittore tedesco (Berlino, n. 1872 - Düsseldorf, † 1953)
- Otto Freundlich, pittore e scultore tedesco (Słupsk, n. 1878 - Majdanek, † 1943)
- Otto Geleng, pittore tedesco (Berlino, n. 1843 - Taormina, † 1939)
- Otto Hettner, pittore e scultore tedesco (Dresda, n. 1875 - Dresda, † 1931)
- Otto Hofmann, pittore tedesco (Essen, n. 1907 - Pompeiana, † 1996)
- Otto Mueller, pittore tedesco (Liebau, n. 1874 - Breslavia, † 1930)
- Otto Nückel, pittore e illustratore tedesco (Colonia, n. 1888 - Colonia, † 1955)
- Otto Obermeier, pittore e illustratore tedesco (Monaco di Baviera, n. 1883 - Monaco di Baviera, † 1958)
- Otto Pankok, pittore e scultore tedesco (Mülheim an der Ruhr, n. 1893 - Wesel, † 1966)
- Otto Piltz, pittore tedesco (Allstedt, n. 1846 - Pasing, † 1910)
- Otto Placht, pittore ceco (Praga, n. 1962)
- Otto Scholderer, pittore tedesco (Francoforte sul Meno, n. 1834 - Francoforte sul Meno, † 1902)
- Otto van Veen, pittore fiammingo (Leida - Bruxelles, † 1629)

## Poeti(2)
- Otto Erich Hartleben, poeta, drammaturgo e scrittore tedesco (Clausthal-Zellerfeld, n. 1864 - Salò, † 1905)
- Otto von Botenlauben, poeta tedesco (Henneberg - Bad Kissingen)

## Politici(31)
- Otto Arosemena, politico ecuadoriano (Guayaquil, n. 1925 - † 1984)
- Otto Bauer, politico austriaco (Vienna, n. 1881 - Parigi, † 1938)
- Otto von Bismarck, politico tedesco (Schönhausen, n. 1815 - Friedrichsruh, † 1898)
- Otto Blehr, politico norvegese (Stange, n. 1847 - Oslo, † 1927)
- Otto Braun, politico, scrittore e militare tedesco (Ismaning, n. 1900 - Varna, † 1974)
- Otto Braun, politico tedesco (Königsberg, n. 1872 - Locarno, † 1955)
- Otto Ender, politico austriaco (Altach, n. 1875 - Bregenz, † 1960)
- Otto Geßler, politico tedesco (Ludwigsburg, n. 1875 - Lindenberg im Allgäu, † 1955)
- Otto Grotewohl, politico tedesco (Braunschweig, n. 1894 - Berlino Est, † 1964)
- Otto von Guericke, politico, giurista e fisico tedesco (Magdeburgo, n. 1602 - Amburgo, † 1686)
- Otto Guevara, politico costaricano (San José, n. 1960)
- Otto Guggenberg, politico italiano (Bressanone, n. 1887 - Bressanone, † 1971)
- Otto Bahr Halvorsen, politico norvegese (Christiania, n. 1872 - Christiania, † 1923)
- Otto von Helldorff, politico prussiano (Bedra, n. 1833 - Bedra, † 1908)
- Otto Kerner, politico, magistrato e generale statunitense (Chicago, n. 1908 - Chicago, † 1976)
- Otto Graf Lambsdorff, politico tedesco (Aquisgrana, n. 1926 - Bonn, † 2009)
- Otto Vincent Lange, politico norvegese (Jevnaker, n. 1797 - Oslo, † 1870)
- Otto Theodor von Manteuffel, politico prussiano (Lübben, n. 1805 - Krossen, † 1882)
- Otto Meißner, politico tedesco (Bischwiller, n. 1880 - Monaco di Baviera, † 1953)
- Otto Passman, politico statunitense (Franklinton, n. 1900 - Monroe, † 1988)
- Otto Pérez Molina, politico e ex militare guatemalteco (Città del Guatemala, n. 1950)
- Otto Schmidt, politico tedesco (Paderborn, n. 1842 - Berlino, † 1910)
- Otto Stich, politico svizzero (Basilea, n. 1927 - Dornach, † 2012)
- Otto zu Stolberg-Wernigerode, politico tedesco (Gedern, n. 1837 - Castello di Wernigerode, † 1896)
- Otto Strandman, politico, avvocato e diplomatico estone (Vandu, n. 1875 - Kadrina, † 1941)
- Otto Suhr, politico tedesco (Oldenburg, n. 1894 - Berlino, † 1957)
- Otto Georg Thierack, politico tedesco (Wurzen, n. 1889 - Stukenbrock, † 1946)
- Otto Tief, politico e avvocato estone (Rapla, n. 1889 - Ahja, † 1976)
- Otto Wels, politico tedesco (Berlino, n. 1873 - Parigi, † 1939)
- Otto von Camphausen, politico prussiano (Geilenkirchen, n. 1812 - Berlino, † 1896)
- Otto von Pack, politico e truffatore tedesco (Meißen - Bruxelles, † 1537)

## Presbiteri(3)
- Otto Muck, presbitero, teologo e filosofo austriaco (Vienna, n. 1928 - Innsbruck, † 2024)
- Otto Neururer, presbitero austriaco (Piller, n. 1882 - Buchenwald, † 1940)
- Otto Semmelroth, presbitero e teologo tedesco (Bitburg, n. 1912 - Francoforte sul Meno, † 1979)

## Psichiatri(5)
- Otto Binswanger, psichiatra e neurologo svizzero (Münsterlingen, n. 1852 - Kreuzlingen, † 1929)
- Otto Juliusburger, psichiatra tedesco (Breslavia, n. 1867 - New York, † 1952)
- Otto Kernberg, psichiatra e psicoanalista austriaco (Vienna, n. 1928)
- Otto Pötzl, psichiatra e neurologo austriaco (Vienna, n. 1877 - Vienna, † 1962)
- Otto Georg Wetterstrand, psichiatra svedese (Skövde, n. 1845 - † 1907)

## Pugili(1)
- Otto von Porat, pugile norvegese (Älmhult, n. 1903 - Bærum, † 1982)

## Registi(6)
- Otto Bathurst, regista e produttore televisivo britannico (Londra, n. 1971)
- Otto Brower, regista statunitense (Grand Rapids, n. 1895 - Hollywood, † 1946)
- Otto Falckenberg, regista, manager e drammaturgo tedesco (Coblenza, n. 1873 - Monaco di Baviera, † 1947)
- Otto Preminger, regista, produttore cinematografico e attore austriaco (Vyžnycja, n. 1905 - New York, † 1986)
- Otto Rippert, regista e attore tedesco (Offenbach am Main, n. 1869 - Berlino, † 1940)
- Otto Schenk, regista, attore e direttore artistico austriaco (Vienna, n. 1930 - Oberhofen am Irrsee, † 2025)

## Religiosi(1)
- Otto Gustav Koch, religioso e storico tedesco (Gotha, n. 1849 - Tröchtelborn, † 1919)

## Rivoluzionari(1)
- Otto Leonhard Heubner, rivoluzionario, avvocato e politico tedesco (Plauen, n. 1812 - Blasewitz, † 1893)

## Saltatori con gli sci(1)
- Otto Leodolter, saltatore con gli sci austriaco (Mariazell, n. 1936 - Ried im Innkreis, † 2020)

## Sassofonisti(1)
- Otto Hardwick, sassofonista statunitense (Washington, n. 1904 - Washington, † 1970)

## Scenografi(1)
- Otto Hunte, scenografo e costumista tedesco (Amburgo, n. 1881 - Steinstucken, † 1960)

## Schermidori(4)
- Otto Adam, schermidore tedesco (Wiesbaden, n. 1909 - Ottweiler, † 1977)
- Otto Herschmann, schermidore e nuotatore austriaco (Vienna, n. 1877 - Sobibór, † 1942)
- Otto Rüfenacht, schermidore svizzero (n. 1919 - † 1982)
- Otto Bruno Schoenfeld, schermidore e wrestler tedesco (Lipsia, n. 1871 - New Orleans, † 1938)

## Sciatori alpini(3)
- Otto Furrer, sciatore alpino e sciatore di pattuglia militare svizzero (Zermatt, n. 1903 - † 1951)
- Otto Peer, ex sciatore alpino austriaco (n. 1961)
- Otto Tschudi, ex sciatore alpino norvegese (Oslo, n. 1949)

## Scienziati(1)
- Otto Schmidt, scienziato, esploratore e enciclopedista sovietico (Mahilëŭ, n. 1891 - Mosca, † 1956)

## Scrittori(8)
- Leck Fischer, scrittore e sceneggiatore danese (Copenaghen, n. 1904 - † 1956)
- Otto Katz, scrittore e antifascista ceco (Jistebnice, n. 1895 - Praga, † 1952)
- Otto Ludwig, scrittore e drammaturgo tedesco (Eisfeld, n. 1813 - Dresda, † 1865)
- Otto Pollak, scrittore e docente statunitense (n. 1908 - † 1998)
- Otto Roquette, scrittore e filologo tedesco (Krotoszyn, n. 1824 - Darmstadt, † 1896)
- Otto Rühle, scrittore e politico tedesco (Großschirma, n. 1874 - Città del Messico, † 1943)
- Otto von Leitgeb, scrittore austriaco (Pola, n. 1860 - Klagenfurt, † 1951)
- Otto zur Linde, scrittore tedesco (Essen, n. 1873 - Berlino, † 1938)

## Scultori(2)
- Otto Almstadt, scultore tedesco (Einbeck, n. 1940 - Dusseldorf, † 2023)
- Otto Lessing, scultore tedesco (Düsseldorf, n. 1846 - Berlino, † 1912)

## Sociologi(1)
- Otto Neurath, sociologo, economista e filosofo austriaco (Vienna, n. 1882 - Oxford, † 1945)

## Stilisti(1)
- Otto Ludwig Haas-Heye, stilista tedesco (Heidelberg, n. 1879 - Mannheim, † 1959)

## Storici(9)
- Otto Abel, storico tedesco (Kloster Reichenbach, n. 1824 - Leonberg, † 1854)
- Otto Brunner, storico e giurista austriaco (Mödling, n. 1898 - Amburgo, † 1982)
- Otto Cartellieri, storico e archivista tedesco (Odessa, n. 1872 - Basilea, † 1930)
- Otto Paul Clavadetscher, storico svizzero (Stein, n. 1919 - Trogen, † 2015)
- Otto Hintze, storico tedesco (Pyritz, n. 1861 - Berlino, † 1940)
- Otto Hirschfeld, storico, archeologo e epigrafista tedesco (Königsberg, n. 1843 - Berlino, † 1922)
- Otto Rahn, storico tedesco (Michelstadt, n. 1904 - Söll, † 1939)
- Otto Seeck, storico tedesco (Riga, n. 1850 - Münster, † 1921)
- Günther Wrede, storico e archivista tedesco (Marburgo, n. 1900 - Osnabrück, † 1977)

## Storici dell'arte(1)
- Otto Kurz, storico dell'arte austriaco (Vienna, n. 1908 - Londra, † 1975)

## Tennisti(2)
- Otto Froitzheim, tennista tedesco (Strasburgo, n. 1884 - Wiesbaden, † 1962)
- Otto Virtanen, tennista finlandese (Hyvinkää, n. 2001)

## Teologi(3)
- Otto Brunfels, teologo e botanico tedesco (Magonza - Berna, † 1534)
- Otto Hermann Pesch, teologo tedesco (Colonia, n. 1931 - Colonia, † 2014)
- Otto Pfleiderer, teologo tedesco (Stetten im Remstal, n. 1839 - Gross-Lichterfelde, † 1908)

## Tiratori a segno(2)
- Otto Olsen, tiratore a segno norvegese (Østre Aker, n. 1884 - Oslo, † 1953)
- Otto von Rosen, tiratore a segno svedese (Stoccolma, n. 1884 - Halmstad, † 1963)

## Tuffatori(2)
- Otto Hooff, tuffatore tedesco (Berlino, n. 1881 - Bremerhaven, † 1960)
- Otto Satzinger, tuffatore austriaco (Vienna, n. 1878 - Vienna, † 1945)

## Velocisti(1)
- Otto Neumann, velocista e ostacolista tedesco (Karlsruhe, n. 1902 - Mannheim, † 1990)

## Vescovi cattolici(2)
- Otto II di Lippe, vescovo cattolico e abate olandese (Ane, † 1227)
- Otto Wüst, vescovo cattolico svizzero (Sursee, n. 1926 - Sursee, † 2002)

## Vescovi vetero-cattolici(1)
- Otto Steinwachs, vescovo vetero-cattolico tedesco (Offenbach am Main, n. 1882 - Neckargemünd, † 1977)

## Wrestler(1)
- Otto Wanz, wrestler e pugile austriaco (Graz, n. 1943 - Graz, † 2017)

## Zoologi(2)
- Otto Nüsslin, zoologo tedesco (Karlsruhe, n. 1850 - Baden-Baden, † 1915)
- Otto Friedrich Bernhard von Linstow, zoologo tedesco (Itzehoe, n. 1842 - Gottinga, † 1916)

## Senza attività specificata(4)
- Marcellus Schiffer, grafico, pittore e librettista tedesco (Berlino, n. 1892 - Berlino, † 1932)
- Otto Warmbier, statunitense (Cincinnati, n. 1994 - Cincinnati, † 2017)
- Otto Wolf, ceco (Mohelnice, n. 1927 - Distretto di Olomouc, † 1945)
- Otto von Lutterberg († 1270)